# Geranium jaekelae
Geranium jaekelae är en näveväxtart som beskrevs av James Francis Macbride. Geranium jaekelae ingår i släktet nävor, och familjen näveväxter. Inga underarter finns listade i Catalogue of Life.